# Aristaea periphanes
Aristaea periphanes là một loài bướm đêm thuộc họ Gracillariidae. Nó được tìm thấy ở Tasmania.